# Фотохроника ТАСС
Фотохроника ТАСС, Фотохроника, Агентство Фото ИТАР-ТАСС, теперь снова существующая под брендом ТАСС — старейшее в России и странах СНГ агентство фотоинформации, существующее с 1926 года, и является подразделением информационного агентства ТАСС.
Наибольшую известность агентство получило, как «Фотохроника ТАСС», поскольку носило это название несколько десятилетий. В повседневной речи часто носило название «Фотохроника», обозначая одно из крупнейших агентств, создающих фотолетопись внутренней жизни СССР для употребления в отечественных изданиях. «Фотохроника ТАСС» была крупнейшим поставщиком новостной фотоинформации для советских печатных изданий и обладала разветвлённой сетью корреспондентских пунктов, позволявшей получать фотографии из любого уголка Советского Союза. Вторым крупным фотоагентством страны была Фотослужба Агентства печати «Новости» («АПН», ныне «РИА Новости»), производившая, главным образом, фотоинформацию для зарубежных изданий.

## История агентства
Началом истории «Фотохроники ТАСС» можно считать 1 февраля 1926 года, когда в агентстве РОСТА с целью снабжения центральных печатных изданий литературным и иллюстративным материалом был создан цех по изготовлению типографских клише фотографий, получивший название «Пресс-клише». Он был создан на основе пресс-бюро отдела печати ЦК РКП(б) и бюро клише при издательстве «Огонек». Изначально штат цеха состоял из двух фотокорреспондентов, двух лаборантов и двух учеников. Со временем цех разросся до полноценной фотослужбы и превратился в самостоятельную редакцию, осуществлявшую сбор информации, создание фоторепортажей и отдельных фотографий и их распространение.

### «Союзфото»
В 1931 году ТАСС стал одним из учредителей треста «Союзфото», организованного путём слияния агентств «Унионфото» и «Пресс-клише» ТАСС по инициативе агитпропа ЦК ВКП(б) как всесоюзная государственная организация по централизованному выпуску фотоиллюстраций для газет и журналов, книжных издательств и других потребителей фотоинформации с целью повысить эффективность политической агитации и пропаганды. Главным редактором «Союзфото» назначили С. Евгенова, его заместителями Л. Межеричера и В. Гришанина. В структуре новой организации функционировали агентства «Пресс-клише» и «Фотохроника». В 1938 году они были переданы в ведение ТАСС, а через год объединены под названием «Фотоклише ТАСС». С 1941 года «Фотоклише ТАСС» получило официальное название Фотохроника ТАСС.

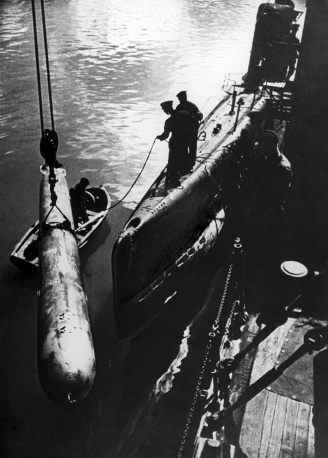
Экипаж подводной лодки М-117 загружает с плавбазы «Эльбрус» торпеды перед выходом на боевую операцию, 1943 год, Фотохроника ТАСС, фотограф Алексей Межуев

В годы Великой Отечественной войны репортёры «Фотохроники» сделали наиболее значимый вклад в создание документальной фотолетописи боевых действий. В эти годы в штате редакции работали такие известные фотожурналисты, как Евгений Халдей, снявший водружение советского флага над Рейхстагом, Эммануил Евзерихин, Марк Редькин, Макс Альперт и другие. Кроме того, агентство осуществляло централизованный сбор фотодокументов, сотрудничая с фотографами других изданий.

## Фотохроника ТАСС в послевоенное время

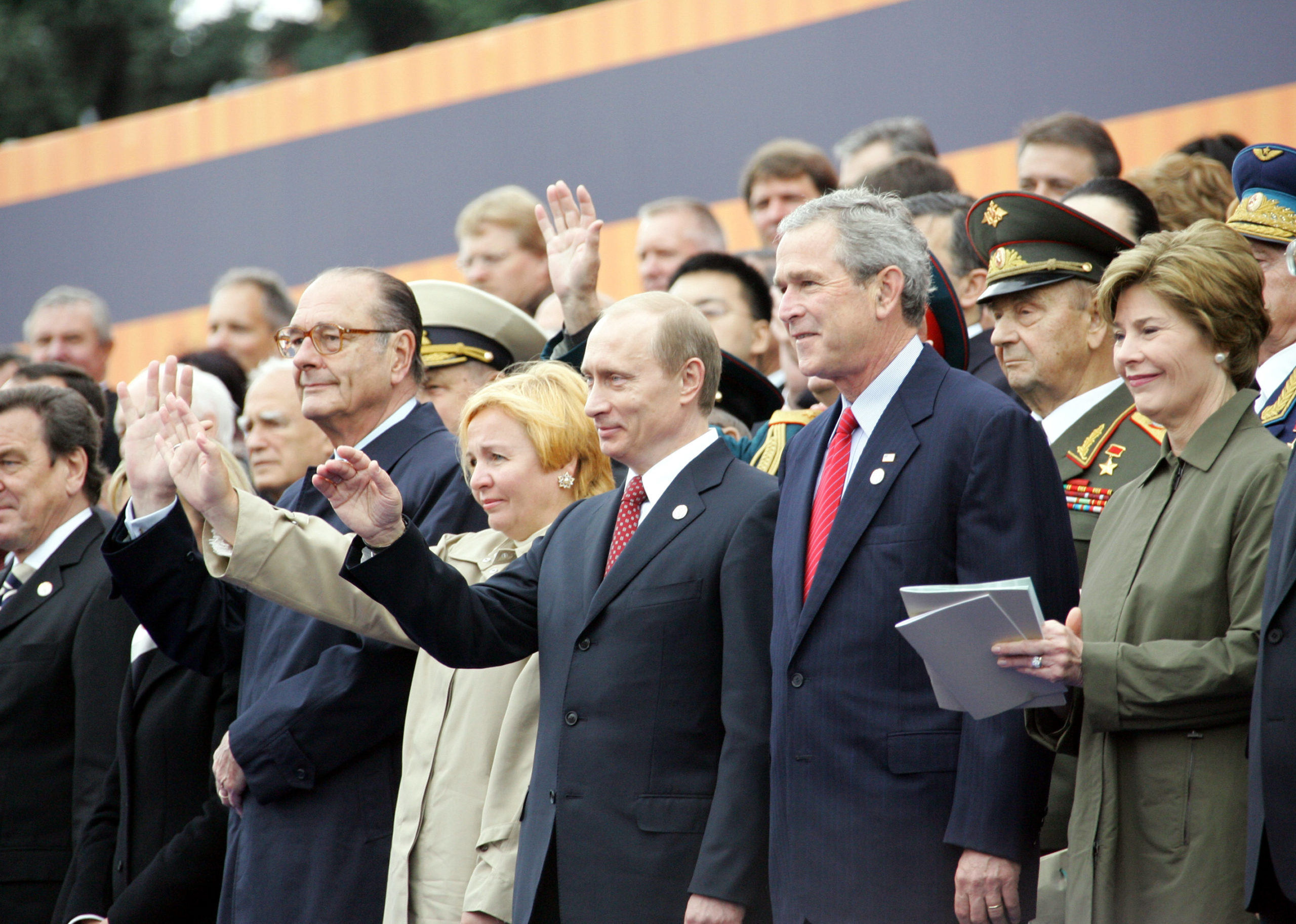
Президент Франции Жак Ширак, президент России Владимир Путин с супругой Людмилой и президент США Джордж Буш младший с супругой Лорой во время Парада Победы 9 мая 2005 года. Фото Сергея Жукова, Агентство Фото ИТАР-ТАСС

В послевоенные годы агентство стало центральным органом фотоинформации страны, получив название «Главная редакция фотоинформации ТАСС при Совете Министров СССР». Редакция находилась в здании на улице 25-го Октября, дом 4, ныне улица Никольская, а впоследствии (с 1976) — на Большой Дорогомиловской дом 12, в здании бывшей школы. К московской Олимпиаде Фотохроника получила ещё одно здание по соседству: на улице Брянской, дом 7. В здании на Большой Дорогомиловской оставались цеха выставочной фотопечати, склады и мастерские по ремонту фотоаппаратуры. В середине 2000-х годов агентство отказалось от здания на Дорогомиловской, и в данный момент оно заброшенно и необитаемо. Несколько раз горело из-за проживающих в нём бомжей. Сейчас заброшено.
В настоящее время фотослужба ТАСС находится в историческом здании ТАСС по адресу Тверской б-р, 10.
Освещение съездов КПСС и официальная хроника стали практически монополией «Фотохроники ТАСС», поставлявшей фотографии для всех отечественных и зарубежных изданий. Особенно важные государственные события в регионах освещались в оперативном режиме с использованием для передачи снимков фототелеграфа, которым постепенно оснастили все корпункты. С 7 февраля 1957 года фототелеграф использовался агентством для передачи готовых снимков крупнейшим зарубежным потребителям фотоинформации. К концу застоя главным продуктом агентства были официозные фоторепортажи о партийных событиях и достижениях социалистической экономики. Центральные и местные газеты и журналы были обязаны публиковать материалы «Фотохроники», отчисления за которые приносили агентству гарантированный доход.
С началом Перестройки был снят идеологический запрет на освещение многих сторон общественной и политической жизни, и репортёры агентства получили значительно большую степень свободы в выборе тем. Кроме того, появился спрос на фотографии, показывающие действительность с непривычных точек зрения, подстегнув профессиональный рост «Фотохроники». Однако, вскоре для агентства настали тяжёлые времена, поскольку, несмотря на бурное развитие печатных изданий и открытие множества новых газет и журналов, монополия на их снабжение фотоинформацией была утрачена. На внутренний рынок России получили доступ крупнейшие агентства фотоинформации, такие как «Рейтер» (англ. Reuters), «Ассошиэйтед-пресс» (англ. Associated Press), Франс Пресс (фр. Agence France-Presse) и другие, обладающие всемирным охватом корреспондентских сетей и передовым техническим оснащением. Появление и развитие Интернета и способов мгновенной доставки фотоизображений до любого потребителя заставили «Фотохронику» развивать новейшие способы распространения. Благодаря соглашению о сотрудничестве с фотослужбой агентства «Рейтер» в середине 1990-х была создана оперативная лента фотоинформации, а иностранные партнёры получили доступ к фотографиям «Фотохроники» из регионов. С 1992 года после переименования головного агентства ТАСС в ИТАР-ТАСС, «Фотохроника ТАСС» была переименована в Агентство «Фото ИТАР-ТАСС».
В настоящее время агентство обладает собственным техническим оснащением для формирования ленты фотоновостей и входит в пятёрку крупнейших поставщиков фотоинформации для российских новостных изданий.

## Значение для отечественной фотожурналистики
Несмотря на идеологический характер деятельности «Фотохроники», её профессиональный уровень долгие годы поддерживался на высокой отметке, чтобы обеспечить конкурентоспособность и имидж советской школы журналистской фотографии за рубежом. С агентством могли сотрудничать не только московские фотожурналисты, но и репортёры из регионов, повышая при этом своё мастерство. Фактически, «Фотохроника» до конца 1990-х годов была главным фотобанком страны, работая с многими нештатными авторами в стране и за рубежом. Подавляющее большинство известных российских фотожурналистов, так или иначе когда-либо сотрудничали с «Фотохроникой». Многие нынешние сотрудники иностранных фотоагентств, имеющие российское происхождение, также являются выходцами из стен «Фотохроники ТАСС».
Репортёры агентства неоднократно получали призы престижных международных фотоконкурсов, в том числе World Press Photo, в котором «Фотохроника» была постоянным участником, наряду со своими зарубежными конкурентами.

## Интересные факты
- Мастера по ремонту импортной фотоаппаратуры братья Мошкины, работавшие в мастерской «Фотохроники», были известны на всю страну как одни из лучших специалистов. Они неоднократно ездили в Японию на стажировку по авторизованному обслуживанию фотоаппаратуры Nikon, поскольку агентство было одним из крупнейших в СССР пользователей этой техники и централизованно обслуживало большинство московских изданий, не имевших собственной ремонтной базы[12].